# Wydminy (stacja kolejowa)
Wydminy – stacja kolejowa w Wydminach, w województwie warmińsko-mazurskim, w Polsce. Według klasyfikacji PKP ma kategorię dworca lokalnego.

## Ruch pasażerski
| Rok  | Wymiana pasażerska na dobę |
| ---- | -------------------------- |
| 2017 | 50-99                      |
| 2022 | 50-99                      |

## Połączenia
- Ełk
- Korsze
- Olsztyn